# Take 3
Pour plus de détails, voir Fiche technique et Distribution.
Take 3 est un téléfilm américain de Georgette Hayden, diffusé en 2006 sur la chaîne Colours TV.

## Fiche technique
- Titre original : Take 3
- Réalisation : Georgette Hayden
- Montage : Jehshik Kim, David L. Roberts [1]
- Musique : Joshua Vervin
- Production :
  - Production déléguée : Georgette Hayden
  - Production associée : Chris Beal, Vashti Henriques
- Société(s) de production : Hayden Reels, Matriarch Multimedia Group, Take 3
- Société(s) de distribution : CoLours TV Network
- Pays d'origine : États-Unis
- Année : 2006
- Langue originale : anglais
- Format : couleur
- Genre : biographie
- Durée :
- Dates de sortie : 
  -  États-Unis : 30 avril 2006 (International Diversity Film Market)

## Distribution
- James Avery : Juge Sanderson
- Sean Blakemore : lui-même
- Erik Dellums : lui-même
- Archie Drury : Sgt. Vinnie McCoy
- Elle Fanning : Rebecca Bullard
- Reggie Gaskins : lui-même
- Robin Givens : Diane McNeil
- Danny Glover : Col. Weldon
- Irma P. Hall : Mildred Burnett
- Linda Hamilton : Kate
- Carolyn McDonald : elle-même
- Lizan Mitchell : elle-même
- Ron Perlman : lui-même
- Robert Ri'chard : Pvt. Battle
- Gabrielle Savage Dockterman : elle-même
- David Strathairn : Henry R. Hocknell Jr.
- John Paul Su : lui-même
- Zoe Weizenbaum : Lenny Hocknell
- Chriss Williams : lui-même
- Algerita Wynn : Helen Bancroft